# Сосновая Гора (Свердловская область)
Сосновая Гора — деревня в Ачитском городском округе Свердловской области. Управляется Большеутинским сельским советом.

## География
Населённый пункт располагается на правом берегу реки Ут в 28 километрах на северо-восток от посёлка городского типа Ачит.

### Часовой пояс
Сосновая Гора, как и вся Свердловская область, находится в часовой зоне МСК+2. Смещение применяемого времени относительно UTC составляет +5:00.

## Население
| 2002 | 2010 |
| ---- | ---- |
| 2    | ↘1   |

## Инфраструктура
В деревне расположена всего одна улица: Солнечная.